# Mar Menor (comarca)
La comarca de la Mar Menor és una de les comarques de la Regió de Múrcia definides en la proposta de comarcalització aprovada pel Consell Regional de Múrcia en 1980. Situada al costat de la Mar Menor, a la part oriental de la comunitat autònoma, tindria una extensió de 30.574 hectàrees i una població de 107.088 habitants (segons INE 2012). El nom de la comarca fa referència a la Mar Menor que banya la costa de tres dels quatre municipis inclosos.
Encara que administrativament és partit judicial amb seu a San Javier i comarca pròpia, pertany geogràficament al Camp de Cartagena. Són pobles de la Mar Menor San Javier, San Pedro del Pinatar, Los Alcázares i Torre Pacheco, amb una població d'uns 68.000 habitants. El municipi de Los Alcázares va ser segregat del de Torre Pacheco en 1983 cosa que el converteix en el més jove de la Regió de Múrcia, juntament amb el de Santomera.
La comarca del Mar Menor viu del sector serveis, i de l'agricultura a la seva part interior. Hi destaquen els nuclis turístics de La Manga del Mar Menor (pertanyent al terme municipal de Cartagena) i els pobles de ribera.
| \| Municipi \| Població \| Extensió \| Densitat \| \| Los Alcázares \| 13.532 \| 20,3 \| 675,5 \| \| San Javier \| 17.102 \| 72,9 \| 234,5 \| \| San Pedro del Pinatar \| 13.965 \| 21,4 \| 653.02 \| \| Torre Pacheco \| 21.371 \| 189 \| 113,07 \| \| Total \| 68.004 \| 303,1 \| 224,36 \| |          |          |          |
| Municipi | Població | Extensió | Densitat |
| Los Alcázares | 13.532   | 20,3     | 675,5    |
| San Javier | 17.102   | 72,9     | 234,5    |
| San Pedro del Pinatar | 13.965   | 21,4     | 653.02   |
| Torre Pacheco | 21.371   | 189      | 113,07   |
| Total | 68.004   | 303,1    | 224,36   |